# فریدریش هوند
فریدریش هوند (انگلیسی: Friedrich Hund؛ (زاده ۴ فوریه ۱۸۹۶ – درگذشته ۳۱ مارس ۱۹۹۷) یک فیزیک‌دان اهل آلمان بود.
وی همچنین برنده جوایزی همچون مدال ماکس پلانک شده‌است.